# Molly McAdams
Œuvres principales
Taking Chances, Enfin toi
Compléments
Site officiel : www.mollysmcadams.com
Molly McAdams est une romancière américaine, qui a grandi en Californie et qui vit au Texas. Elle est spécialisée dans l'écriture de romances « New Adult ».

## Biographie
Ses romances « New Adult » se sont classées à plusieurs reprises parmi les meilleures ventes de romans. Molly McAdams met en scène des personnages âgés de 18 à 30 ans à l'époque contemporaine, avec leurs premières expériences du passage à la vie adulte. Elle aborde des thématiques sur lesquelles tout jeune adulte s’est déjà questionné soit de près ou de loin, avec un peu d'humour sur les passages les plus sérieux.

## Œuvre

### SérieTaking Chances
- Taking Chances, 2012, William Morrow, 456 p.  (ISBN 978-0-06-226768-9)
- Stealing Harper, 2013, William Morrow, 381p.  (ISBN 978-0-06-229212-4)
- Trusting Liam, 2015, William Morrow, 255p.  (ISBN 978-0-06-235843-1)

### SérieFrom Ashes
- From Ashes, 2013, William Morrow, 405p.  (ISBN 978-0-06-226772-6)[1]
- Needing Her( A Novella), 2014, William Morrow, 326p.  (ISBN 9780062300126)

### SérieForgiving Lies
- Forgiving Lies, 2013, William Morrow, 359p.  (ISBN 978-0-06-226774-0)
- Deceiving Lies, 2014, William Morrow, 326p.  (ISBN 978-0-06-229931-4)
- Changing Everything ( A Novella), 2015, William Morrow, 200p.  (ISBN 9780062391414)

### SérieSharing You
- Capturing Peace ( A Novella), 2014, William Morrow, 304p.  (ISBN 9780062300140)
- Sharing You, 2014, William Morrow, 322p.  (ISBN 978-0-06-229940-6)

### SérieEnfin toi
1. Enfin toi - Épisode 1, Harlequin, coll. « &H », 2017 (Letting Go, William Morrow, 2014)
2. Enfin toi - Épisode 2, Harlequin, coll. « &H », 2017 (To The Starts, William Morrow, 2014)
3. Enfin toi - Épisode 3, Harlequin, coll. « &H », 2017 (Show Me How, William Morrow, 2014)

### Série Rédemption
1. Black romance, City Éditions, coll. « Eden », 2018 (Blackbird, 2017)
2. Black heart, City Éditions, coll. « Eden », 2018 (Firefly, 2017)
3. (en) Nightshade, 2017Inédit en France

### Autres
- I See You, 2016, William Morrow, 352p.  (ISBN 9780062442666)

### Collaborations
La section collaboration comporte les titres de romans dans lesquels Molly McAdams a écrit un chapitre ou une histoire courte.
- When We Met, 2014, Penguin Publishing Group, 400p.  (ISBN 9780451471925)
- Fifty First Times: A New Adult Anthology, 2014, Harper Collins, 720p.  (ISBN 9780062329714)

## Distinctions
- Bestseller New York Times
- Bestseller USA today[3]